# Чемпионат и Кубок Москвы по футболу во время Великой Отечественной войны
Чемпионат и Кубок Москвы по футболу во время Великой Отечественной войны — официальные турниры, которые проводились в 1941—1944 годах при участии сильнейших команд столицы СССР.

## Историческая справка
После 24 июня 1941 года чемпионат СССР по футболу был прерван. Во время Великой Отечественной войны на территории Советского Союза, не затронутой военными действиями, проводились официальные футбольные соревнования: Спартакиада народов Казахстана и Средней Азии (1943—1945 годы), Кубок Узбекистана, городские первенства Ташкента и Алма-Аты, а также турниры в Москве. Последние, с определенной точки зрения, были заменой чемпионата и Кубка СССР, поскольку, кроме столичных клубов — сильнейших в стране, их участниками были перевезенные в тыл ленинградский «Зенит» и минское «Динамо» (выступавшее под названием «Динамо-2»).

## 1941 год

### Чемпионат Москвы 1941 (весна)
До июля в турнире участвовали клубные команды.
«Динамо» — «Торпедо» — 7:0 (3:0).
06.07.
«Динамо»: Кочетов, Семичастный, Якушин, Соловьёв, Дементьев, Трофимов, Киселёв, Радикорский, Селиг, Чернышёв, …
«Торпедо»: Акимов, Милов, Лобиков, Орлов, Мошкаркин, Морозов, Балаба, Ал-р Пономарёв, Проценко, Митронов, Яковлев.
Голы: 1:0 Дементьев, 2:0 Соловьёв (пенальти), 3:0 Селиг, 4:0 Соловьёв (50), 5:0 … (52), …
«Буревестник» — «Стрела» — 1:0.
06.07.
Гол: 1:0 Листиков.
«Зенит» — «Сталинец» — 6:3 (5:2).
06.07.
«Зенит»: Новиков, Барулев, Самсонов, Красавин, …
«Сталинец»: Варламов, Фролов, …
Голы: 0:1 Варламов, Красавин (32, ?, ?), Самсонов (?, ?), 5:3 Фролов, 6:3 Самсонов.
«Торпедо» — «Металлург» — 5:0.
13.07.
«Торпедо»: Разумовский, Ремин, Маслов, Морозов, Мошкаркин, Н.Степанов, Балаба, Ал-р Пономарёв, Г.Жарков, Кузин, Ступаков.
«Металлург»: …
Голы: 1:0 Балаба, 2:0 Ал-р Пономарёв, 3:0 Ал-р Пономарёв …
«Динамо» — «Старт» — 6:4 (3:1).
13.07.
«Динамо»: Кочетов, Бесков, Соловьёв, Якушин, Палыска, Семичастный, …
«Сталинец»: Назаретов, Фельдмахер, Алексеев, Батраков, …
Голы: 1:0 Соловьёв, 2:0 Якушин, 3:0 Палыска (23), 3:1 Алексеев (28), 4:1 Семичастный, 5:1 Соловьёв, 5:2 Фельдмахер, 6:2 Якушин, 6:3 Алексеев, 6:4 Батраков.

### Чемпионат Москвы 1941 (осень)
Неоконченный чемпионат.
31.08 — 19.10
«Спартак» — «Зенит» — 5:4.
31.08. Тарасовка.
«Спартак»: Кюзис, Садовый, Леута, Малинин, Анд. Старостин, Л.Степанов, Н.Старостин, Габовский, Волянин, П.Старостин, Щагин.
«Зенит»: Хитров, Вик. Соколов, Тучков, Рязанцев, Гуляев, Астраханцев, Глазков, В.Степанов, А.Соколов, Еремеев, Корнилов.
Голы: …
Матч прекращен на 80 мин. из-за инцидента с В.Степановым.
Младшие команды: II — 0:5, юноши — 2:3.
«Торпедо» — «Красная роза» — 12:0.
31.08. Стадион ЦДКА.
«Торпедо»: Акимов, Ремин, Мошкаркин, Морозов, Н.Ильин, Ал-р Пономарёв, Балаба, Жарков, Кузин…
Голы: … Ал-р Пономарёв-4, …
«Динамо» — «Красная роза» — 20:0.
07.09. ст «Динамо».
«Торпедо» — «Крылья Советов» — 3:2 (0:0).
07.09. Стадион «Пищевик».
«Торпедо»: Акимов, Ал-р Пономарёв, Морозов, Маслов, Яковлев, Жарков, …
«Крылья Советов»: Леонтьев, Вас. Соколов, С.Артемьев, Семёнов, Смыслов, Тимаков, Климов, Исаев, Савицкий, Б.Соколов, …
Голы: Б.Соколов, Климов, …, Жарков (?, 80).
«Зенит» — З-д им. Фрунзе — 2:3.
07.09. Стадион Кожкомбината.
«Зенит»: Глазков, Корнилов, …
З-д им. Фрунзе: Марушкин, Ратников, …
Голы: Марушкин, Ратников, Глазков (пенальти), Корнилов, … (80).
«Спартак» — «Старт» — …
07.09. Тарасовка.
Младшие команды (05.10): II — в: п, юноши — 7:0.
«Динамо» — «Крылья Советов» — 3:2 (2:2).
14.09. Стадион «Динамо».
Судья: И.Широков.
«Динамо»: Кочетов, Блинков, Бехтенев, Радикорский, Киселёв, Н.Дементьев, Семичастный, Соловьёв, …
«Крылья Советов»: Леонтьев, Холодков, Савицкий, Тимаков, Вас. Соколов, С.Артемьев Смыслов, Климов, Семёнов, Б.Соколов, Исаев.
Голы: 1:0 … (10), 2:0 Бехтенев (20), 2:1 Смыслов, 2:2 Семёнов (42), 3:2 Соловьёв.
Удалён С.Артемьев.
«Спартак» — «Торпедо» — 0:6.
14.09. Тарасовка.
Младшие команды: II — 1:4, юноши — 2:1.
«Красная роза» — З-д им. Фрунзе — 0:4.
14.09. Стадион ЦДКА.
«Зенит» — «Старт» — 6:0.
14.09.
«Динамо» — З-д им. Фрунзе — 4:1 (2:1).
21.09. Стадион «Динамо».
«Динамо»: Чернышёв, Палыска, Ратников, Соловьёв, …
З-д им. Фрунзе: Чернов, …
Голы: 1:0 Ратников (04), …, Соловьёв-3.
«Крылья Советов» — «Красная роза» +:- (неявка).
21.09. Стадион «Пищевик».
«Спартак» — «Красная роза» — +:- (неявка).
28.09.
«Торпедо» — «Старт» — 10:0.
28.09. Стадион МВО.
«Крылья Советов» — З-д им. Фрунзе — 3:1.
28.09. Стадион «Пищевик».
«Динамо» — «Зенит» — 3:1 (0:1).
28.09. Стадион Кожкомбината.
«Динамо»: Кочетов, Семичастный, Блинков, Назаров, Соловьёв, Бесков, …
«Зенит» : Глазков, …
Голы: …, Назаров, Соловьёв, Бесков.
Не реализовал пенальти Глазков.
Блинков покинул поле из-за травмы.
«Динамо» — «Спартак» — 7:1.
05.10. Стадион «Динамо».
«Динамо»: Кочетов, Палыска, Блинков, Соловьёв, Дементьев, Бесков, …
«Спартак»: Н.Старостин, Ал. Старостин, Ан. Старостин, Леута, Волянин, Малинин, Габовский, …
Младшие команды (21.09, стадион «Динамо»): II — 0:0, юноши — 2:1.
«Старт» — З-д им. Фрунзе…
05.10. Стадион Кожкомбината.
«Динамо» — «Старт» — 21:2.
12.10. Стадион «Динамо».
«Торпедо» — З-д им. Фрунзе — 1:3.
12.10. Стадион ЦДКА.
З-д им. Фрунзе: Чистохвалов, Николаев, …
Голы: …, Николаев-2.
Протест — Николаев и Чистохвалов не заявлены.
«Спартак» — «Крылья Советов» — 1:2.
Младшие команды: II — 0:3, юноши — 2:0.
12.10. Стадион «Пищевик».
«Зенит» — «Красная роза» — +:- (неявка).
12.10. Стадион Кожкомбината.
 ! Последний тур не сыгран.
Итоговая таблица
| №  | Клуб             | И | В | Н | П | М     | О  |
| -- | ---------------- | - | - | - | - | ----- | -- |
| 1. | «Динамо»         | 6 | 6 |   |   | 58-7  | 12 |
| 2. | «Торпедо»        | 6 | 5 |   | 1 | 34-6  | 10 |
| 3. | «З-д им. Фрунзе» | 5 | 3 |   | 2 | 12-10 | 6  |
| 4. | «Зенит»          | 6 | 2 |   | 4 | 17-13 | 4  |
| 5. | «Спартак»        | 6 | 2 |   |   |       | 4  |
| 6. | «Крылья Советов» | 6 |   |   |   |       |    |
| 7. | «Старт»          | 5 |   |   |   |       |    |
| 8. | «Красная роза»   | 6 |   |   | 6 | 0-45  | 0  |

### Кубок Москвы 1941
20 июля — 1 сентября.
32 участника. По регламенту, команды, потерпевшие поражения, должны были продолжать играть между собой. В ряде газетных отчетов «Торпедо» называется З-д им. Сталина, «Металлург» = СиМ, «Родина» = «Красный Пролетарий», З-д им. Фрунзе = «Крылья Советов» и Н-ский з-д, «Мясокомбинат» = «Пищевик».
1/16 финала
«Стаpт» — «Локомотив» — 1:3 (0:2).
20.07.
«Старт»: Назаретов, Синяков, …
«Локомотив»: …, Фуфырин, Стебаков, …
Голы: 0:1 Стебаков (15), 0:2 Фуфырин (23), 1:2 Синяков, 1:3 Фуфырин.
«Торпедо-2» — «Пролетарская победа» — 5:3.
20.07.
«Спартак» — «Строитель» — 7:0 (2:0).
20.07. Стадион «Строитель».
«Спартак»: …, Щагин, Волянин, Габовский, …
Голы: 1:0 Щагин, 2:0 Волянин, 3:0 Габовский, 4:0 Волянин, 5:0 Щагин, еще два кто-то из них же.
«Буревестник» — «Шерстяник» — 3:1 (1:0).
20.07.
«Родина» — «Металлуpг» — 2:1.
20.07.
«Клуб глухонемых» — …
20.07.
«Торпедо-1» — «Крылья Советов»…
20.07.
«Красная роза» — …
20.07.
«Мясокомбинат» — …
20.07.
«Зенит-3» — …
20.07.
«Дзержинский посёлок» — …
«Стрела» — …
«Красный Богатырь» — …
З-д им. Фрунзе — «Мотор» — 8:4 (4:1).
З-д им. Фрунзе: Архаров, Ратников, Марушкин, Енушков, Чернов, …
«Мотор»: Цыганков, Горбунов, …
Голы: …, 3:1 Цыганков, 4:1 …, 4:2 Горбунов (пенальти), 5:2 …, 5:3 Цыганков, …, 6:4 Цыганков, …
«Зенит-1» — «Динамо-2» — 1:1 (0:0, 1:1, 0:0, 0:0).
27.07. Химки. Стадион «Динамо».
«Зенит-1»: А.Абрамов, К.Рязанцев, А.Соколов, Глазков, …
«Динамо-2»: Медведев, Антоневич, …
Голы: 1:0 А.Соколов (57), 2:0 Антоневич (58)
Переигровка:
«Зенит-1» — «Динамо-2» — 3:5 (1:2).
03.08. Стадион «Сталинец».
«Зенит-1»: Новиков, *.Гуляев, Рязанцев, Корнилов, Глазков, *.Степанов…
«Динамо-2»: Медведев, Ал-й Пономарёв, Серёгин, Поставнин, Елисеев, Б.Петров, В.Смирнов, Полунин, …
Голы: 1:0 Корнилов (15), 1:1 В.Смирнов, 1:2 Б.Петров, 2:2 Гуляев, 2:3 В.Смирнов, 2:4 Полунин, 2:5 Серёгин, 3:5 …
Не реализовал пенальти Глазков (вратарь).
«Динамо-1» — «Зенит-2» — 21:0 (10:0).
03.08. Стадион «Сталинец».
«Динамо-1»: Кочетов, Радикорский, Киселёв, Блинков, Чернышёв, Палыска, Семичастный, Якушин, Соловьёв, Дементьев, Бесков.
Голы: …
1/8 финала
«Спартак» — «Красная роза» — 5:0 (1:0).
27.07. Стадион ЦДКА.
«Спартак»: Леонтьев, Холодков, Вас. Соколов, Малинин, Руднев, Волянин, Щагин, …
Голы: 1:0 Руднев, Руднев, Волянин-2, Щагин.
«Торпедо-1» — «Красный Богатырь» — 19:3.
28.07.
«Буревестник» — «Мясокомбинат»…
Переигровка:
«Буревестник» — «Мясокомбинат» — 3:1 (0:0).
03.08.
Буревестник": …, Бабич, Липатов, Давидов, Маслов, …
«Мясокомбинат»: …
Голы: 0:1 …, 1:1 Давидов, 2:1 Липатов (пенальти), 3:1 Маслов.
«Родина» — «Клуб глухонемых» — 8:1.
03.08.
«Стрела» — «Дзержинский посёлок» — 2:1.
03.08.
З-д им. Фрунзе — «Зенит-3» — 3:3.
03.08.
Переигровка: …
«Динамо-2» — «Торпедо-2» — 7:2.
10.08. Малое поле «Динамо».
«Динамо-2»: …, Елисеев, В.Смирнов, Ал-й Пономарёв, …
«Торпедо-2»: …, Проворнов, Митронов, Орлов, Ефимов, …
Голы: …
«Динамо-1» — «Родина» — …
1/4 финала
«Спартак» — «Торпедо-1» — 1:2 (0:1).
03.08. Стадион ЦДКА.
«Спартак»: Леонтьев, Холодков, Тимаков, Малинин, Б.Соколов, Вас. Соколов (ушёл с поля из-за травмы, после 68'), Климов, Ан. Старостин, Габовский, Волянин, Щагин.
«Торпедо-1»: Акимов, Маслов, Ремин, Жарков, Ал-р Пономарёв, Балаба, Яковлев, Н.Ильин, Морозов, Мошкаркин, Кузин. Вышел: Каричев.
Голы: 0:1 Жарков (25 или 27 или 28), 0:2 Морозов (68), 1:2 Волянин (82).
«Динамо-1» — «Родина» — 13:0.
10.08. Малое поле «Динамо».
З-д им. Фрунзе — «Буревестник» — 4:0.
10.08.
«Динамо-2» — «Стрела» — 7:0.
15.08.
1/2 финала
«Динамо-1» — «Торпедо-1» — 1:0 (0:0).
17.08. Малое поле «Динамо».
Судья: Терехов.
«Динамо-1»: Кочетов, Радикорский, Киселёв, Блинков, Чернышёв, Палыска, Семичастный, Якушин, Соловьёв, Н.Дементьев, Ильин.
«Торпедо-1»: Акимов, Маслов, Ремин, Мошкаркин, Морозов, Ал-р Пономарёв, Жарков, Кузин, Яковлев, Загрецкий.
Гол: 1:0 Н.Дементьев (57).
«Динамо-2» — З-д им. Фрунзе — 0:3 (0:2).
17.08. Малое поле «Динамо» (или ст. ЦДКА).
Судья: И.Широков.
«Динамо-2»: Медведев, Ал-й Пономарёв, …
З-д им. Фрунзе: Архаров, Егоров, Мошкарин, Енушков, Ратников, Марушкин, …
Голы: 0:1 Егоров, 0:2 Мошкарин, 0:3 Енушков.
Финал
«Динамо-1» — З-д им. Фрунзе — 8:0 (2:0).
01.09. Стадион «Динамо». 6000 зрителей.
Судья: К.Терехов.
«Динамо-1»: Кочетов, Радикорский, Киселёв, Блинков, Чернышёв, Палыска, Семичастный, Якушин, Соловьёв, Н.Дементьев, Ильин.
З-д им. Фрунзе: Архаров, Карелин, Алешин, Егоров, Чернов, Громов, Беляков, Ратников, Осьминкин, Марушкин, Енушков.
Голы: 1:0 Ильин (14), 2:0 Соловьёв (42), Н.Дементьев, Семичастный, …, Соловьёв-3.

## 1942 год

### Чемпионат Москвы 1942 (весна)
В ряде газетных отчетов «Мясокомбинат» называется «Пищевик».
«Спартак» — ВЧ т. Иванова — 2:0 (1:0).
31.05. Стадион ЦДКА.
«Спартак»: Акимов, Вас. Соколов, ?.Степанов, Малинин, Смыслов, А.Соколов, Глазков, …
ВЧ т. Иванова: …, Бычков, Л.Соловьёв, Проворнов, Яковлев, …
Голы: 1:0 Глазков (11), 2:0 Глазков (пенальти).
«Динамо» — «Локомотив» — 9:0.
31.05. Малое поле «Динамо».
«Крылья Советов» — «Строитель» — 11:1 (6:1).
Стадион МВО.
«Крылья Советов»: Егоров, Ратников, Севидов, …
«Строитель»: …
Голы: 1:0 Севидов (4), 2:0 … (6), …, Севидов ещё один во 2-м тайме.
«Мясокомбинат» — «Спартак» — 4:0.
Москва. Стадион «Пищевик». 07.06.
После первого тайма игра прекращена из — за плохого качества поля.
«Зенит» — ВЧ т. Иванова.
11.06. СЮП.
«Динамо» — «Строитель».
«Торпедо» — «Зенит» — 8:0 (2:0).
14.06. Стадион МВО.
«Торпедо»: Алякринский, Жарков, Митронов, ?.Степанов, Морозов, Ал-р Пономарёв, …
Голы: Жарков-2 (20, ?), Митронов-2, ?.Степанов, Морозов, Ал-р Пономарёв-2.
«Спартак» — «Крылья Советов» — 0:2 (0:1).
14.06. Стадион «Пищевик».
«Крылья Советов»: Ступаков, …
Голы: 0:1 Ступаков (18), 0:2 …
«Динамо» — «Спартак» — 2:1 (0:0).
21.06. Стадион «Сталинец». 7000 зрителей.
Судья: ?.Демидов (Москва).
«Динамо»: Кочетов, Радикорский, Киселёв, Блинков, Чернышёв, Палыска, Семичастный, Якушин, С.Соловьёв, Бесков, С.Ильин.
«Спартак»: Акимов, Вик. Соколов, Тучков, Малинин, Вас. Соколов, Б.Соколов, Б.Смыслов, Глазков, А.Соколов, ?.Степанов (Щагин, при 2:0), Морозов.
Голы: 1:0 Соловьёв (50, добил после пенальти), 2:0 Соловьёв (62), 2:1 Щагин (конец тайма).
Не реализовал пенальти Соловьёв (50).
Удалены: Смыслов (при 2:0) и Радикорский (при 2:1).
«Торпедо» — «Локомотив» — 3:2.
21.06.
«Торпедо»: … Ал-р Пономарёв, …
Голы: … 1:1 Ал-р Пономарёв, … 2:2 Ал-р Пономарёв, …
ВЧ т. Иванова — «Строитель» — 10:0.
21.06.
«Спартак» — «Торпедо» — 2:0 (0:0).
28.06. Стадион «Сталинец». 12000 зрителей.
Судья: ?.Лопатинский (Москва).
«Спартак»: Вас. Соколов, Смыслов, А.Соколов, ?.Степанов, Б.Соколов, Глазков, …
«Торпедо»: Разумовский, Алякринский, Маслов, Мошкаркин, Морозов, Н.Ильин, ?.Степанов, Г.Жарков, Ал-р Пономарёв, В.Жарков, …
Голы: 1:0 Глазков (77), 2:0 А.Соколов (79).
«Крылья Советов» — ВЧ т. Иванова 2:1 (1:1).
28.06. Стадион МВО.
«Крылья Советов»: …, Севидов, Егоров, …
ВЧ т. Иванова: …
Голы: 1:0 Севидов, 2:0 …, 3:0 Егоров.
«Локомотив» — «Зенит».
28.06.
ВЧ т. Иванова — «Динамо» — 0:0.
05.07. Стадион «Динамо». 7000 зрителей.
Судья: Н.Павлов.
ВЧ т. Иванова: Бычков, Крутьковский, Соловьёв, Никульцев, Малявкин, Коробко, Пискарёв, Проворнов, Яковлев, Балясов, Зиновьев.
«Динамо»: Ильин, Семичастный, Якушин, Палыска, Бехтенев, …
«Мясокомбинат» — «Торпедо» — 2:2.
05.07.
«Локомотив» — «Спартак» — 2:0.
Москва. Стадион «Локомотив». 05.07.
Голы: 0:1 … (86), 0:2 …
Младшие команды: II — 0:4, юноши — 0:3, детская — 0:9.
«Спартак» — «Строитель» — 4:0.
Москва. Стадион «Пищевик». 23.07.
«Мясокомбинат» — «Спартак» — 3:4.
26.07.
Голы: …; к 73' — 3:1.
Младшие команды: II — 0:13, юноши — 2:1, детская — 2:1.
«Локомотив» — «Строитель» — 1:1.
26.07.
«Крылья Советов» — «Торпедо» — 1:2 (1:2).
26.07.
«Крылья Советов»: Марушкин, …
«Торпедо»: Г.Жарков, …
Голы: Марушкин, Г.Жарков-2.
«Динамо» — «Торпедо» — 2:0.
29.07. Стадион «Динамо».
«Динамо»: Соловьёв, Назаров …
«Торпедо»: …
Голы: 1:0 Соловьёв, 2:0 Назаров.
«Динамо» — «Крылья Советов» — 2:0 (1:0).
02.08. Стадион «Динамо».
«Динамо»: Медведев, М.Антоневич, Чернышёв, Станкевич, Блинков, Бехтенев, Трофимов, Карцев, С.Соловьёв, Назаров, С.Ильин.
Голы: 1:0 Трофимов, 2:0 Назаров.
Итоговая таблица
| №  | Клуб             | И | В | Н | П | М | О  |
| -- | ---------------- | - | - | - | - | - | -- |
| 1. | «Динамо»         | 8 | 7 | 1 | 0 |   | 15 |
| 2. | «Крылья Советов» | 8 |   |   |   |   |    |
| 3. | «Спартак»        | 8 |   |   |   |   |    |
| 4. | «Торпедо»        | 8 |   |   |   |   |    |
| 5. | ВЧ т. Иванова    | 8 |   |   |   |   |    |
| 6. | «Локомотив»      | 8 |   |   |   |   |    |
| 7. | «Мясокомбинат»   | 8 |   |   |   |   |    |
| 8. | «Строитель»      | 8 |   |   |   |   |    |
| 9. | «Зенит»          | 8 |   |   |   |   |    |

### Чемпионат Москвы 1942 (осень)
В некоторых газетных отчётах Н-ская часть названа ВЧ т. Бурова.
«Спартак» — «Локомотив» — 4:0 (3:0).
23.08. Стадион ЦДКА.
«Спартак»: Леонтьев, Вик. Соколов, Сеглин, Вас. Соколов, Малинин, Б.Соколов, Смыслов, Глазков, А.Соколов, В.Степанов, Корнилов.
Голы: 1:0 А.Соколов, 2:0 Глазков, 3:0 Смыслов. 4:0 Смыслов.
Младшие команды: II — 15:1, юноши — 6:2, детская — 1:0.
«Зенит» — «Строитель» — 0:4.
23.08.
«Торпедо» — «Крылья Советов» — 2:5.
23.08. Стадион «Сталинец».
«Торпедо»: … Ал-р Пономарёв, …
Голы: … 1:3 Ал-р Пономарёв, … 2:4 Ал-р Пономарёв, …
«Динамо» — «Строитель» — 7:0.
30.08.
«Крылья Советов» — «Локомотив» — 5:0.
30.08.
«Торпедо» — «Пищевик» — 2:1.
30.08.
«Торпедо»: … Ал-р Пономарёв, …
Голы: … 1:1 Ал-р Пономарёв, 2:1 Ал-р Пономарёв.
ВЧ т. Иванова — Н-ская часть — 2:2.
30.08.
«Спартак» — «Зенит» — 8:0 (2:0).
30.08. Стадион «Пищевик».
«Спартак»: Акимов, Вик. Соколов, Сеглин, Вас. Соколов, Малинин, Б.Соколов, Смыслов, Глазков, А.Соколов, В.Степанов, Корнилов.
«Зенит»: …
Голы: 1:0 В.Степанов, 2:0 В.Степанов, 3:0 А.Соколов, 4:0 А.Соколов, 5:0 Малинин, 6:0 А.Соколов, 7:0 В.Степанов, 8:0 Смыслов.
«Динамо» — «Спартак» — 0:3 (0:1).
06.09. Стадион «Сталинец». Судья: И.Широков (Москва).
«Спартак»: Леонтьев, Вик. Соколов, Сеглин, Вас. Соколов, Малинин, Б.Соколов, Смыслов, Глазков, А.Соколов, ?.Степанов, Морозов.
«Динамо»: …, Карцев, …
Голы: 0:1 Глазков, 0:2 А.Соколов (с углового), 0:3 А.Соколов.
Младшие команды: II — 10:0, юноши — 0:0, детская — 1:0.
«Торпедо» — ВЧ т. Иванова — 3:1.
«Торпедо»: … Ал-р Пономарёв, …
06.09.
Голы: … 2:0 Ал-р Пономарёв, …
«Спартак» — Н-ская часть — 6:1 (3:0).
15.09. Стадион «Сталинец».
«Спартак»: Акимов, Вик. Соколов, Горохов, Вас. Соколов, Малинин, Тучков, Смыслов, Глазков, А.Соколов, В.Степанов, Сальников.
Голы: 1:0 Глазков, 2:0 А.Соколов, 3:0 Степанов, Глазков-2 (один с пенальти), А.Соколов, … (пенальти).
Игра прервана на 75 минуте из-за отказа удалённого игрока Н-ской части покинуть поле.
«Локомотив» — «Зенит» — 0:0.
Н-ская часть — «Строитель» — 3:2.
«Крылья Советов» — «Динамо-2» — 5:1.
«Динамо-2» — «Локомотив» — 7:1.
«Крылья Советов» — ВЧ т. Иванова — 2:1.
«Торпедо» — «Строитель» — 8:1.
«Торпедо»: … Ал-р Пономарёв, …
Голы: 1:0 Ал-р Пономарёв, …
«Спартак» — «Торпедо» — 4:0 (1:0).
20.09. Стадион «Сталинец».
«Спартак»: Леонтьев, Вик. Соколов, Тучков, Вас. Соколов, Малинин, Б.Соколов, Смыслов, Глазков, А.Соколов, В.Степанов, Морозов.
Голы: 1:0 Б.Соколов, 2:0 Морозов, 3:0 Смыслов, 4:0 Смыслов.
Младшие команды: II — 0:3, юноши — 2:1, детская — 1:1.
Н-ская часть — «Зенит» — 7:2.
Н-ская часть — «Динамо» — 1:0.
27.09.
«Спартак» — «Крылья Советов» — 1:0.
27.09. Стадион «Сталинец».
«Спартак»: Акимов, Вик. Соколов, Тучков, Вас. Соколов, Малинин, Б.Соколов, Смыслов, Глазков, А.Соколов, В.Степанов, Морозов.
Гол: 1:0 Глазков (пенальти).
Младшие команды: II — 2:6, …
«Спартак» — «Динамо-2» — 1:1 (0:1).
04.10. Стадион «Динамо».
«Спартак»: Акимов, Вик. Соколов, Тучков, Вас. Соколов, Малинин, Б.Соколов, Смыслов, Глазков, А.Соколов, В.Степанов, Морозов.
«Динамо-2»: …
Голы: 0:1 …, 1:1 В.Степанов.
«Крылья Советов» — «Зенит» — 2:1.
Н-ская часть — «Локомотив» — 4:1.
ВЧ т. Иванова — «Строитель» — 4:2.
«Динамо» — «Торпедо» — 2:1 (0:0).
«Динамо»: …, Н.Дементьев, Якушин, Семичастный, …
«Торпедо»: … Ал-р Пономарёв, …
Голы: … 1:1 Ал-р Пономарёв (83), 2:1 Н.Дементьев (88).
«Спартак» — ВЧ т. Иванова — 2:1 (1:0).
11.10. Стадион ЦДКА.
«Спартак»: Акимов, Вик. Соколов, Тучков, Вас. Соколов, Малинин, Б.Соколов, Смыслов, Глазков, А.Соколов, ?.Степанов, Корнилов.
ВЧ т. Иванова: …
Голы: 1:0 Смыслов, А.Соколов — …
«Спартак» — «Строитель» — 6:0 (4:0).
18.10. Стадион МВО.
«Спартак»: Акимов (Леонтьев, 46), Вик. Соколов, Сеглин, Вас. Соколов, Малинин, Тучков, Смыслов, Глазков, А.Соколов, В.Степанов, Морозов (Корнилов, 46).
Голы: 1:0 А.Соколов, 2:0 Морозов, 3:0 А.Соколов, 4:0 В.Степанов (пенальти), 5:0 А.Соколов, 6:0 Глазков (11).
Младшие команды: II — …, юноши — 1:3, детская — …
«Торпедо» — Н-ская часть — 1:1.
Итоговая таблица
| №   | Клуб             | И | В | Н | П | М     | О  |
| --- | ---------------- | - | - | - | - | ----- | -- |
| 1.  | «Спартак»        | 9 | 8 | 1 | 0 | 35-3  | 17 |
| 2.  | «Динамо-1»       | 9 | 7 | 0 | 2 | 32-10 | 14 |
| 3.  | «Крылья Советов» | 9 | 7 | 0 | 2 | 20-11 | 14 |
| 4.  | Н-ская часть     | 9 | 5 | 2 | 2 | 25-17 | 12 |
| 5.  | «Торпедо»        | 9 | 5 | 1 | 3 | 21-17 | 11 |
| 6.  | «Динамо-2»       | 9 | 4 | 1 | 4 | 19-20 | 9  |
| 7.  | ВЧ т. Иванова    | 9 | 2 | 1 | 6 | 13-20 | 5  |
| 8.  | «Локомотив»      | 9 | 2 | 1 | 6 | 7-27  | 5  |
| 9.  | «Строитель»      | 9 | 1 | 0 | 8 | 10-35 | 2  |
| 10. | «Зенит»          | 9 | 0 | 1 | 8 | 6-32  | 1  |

### Кубок Москвы 1942
«Фрезер» — ВЧ т. Косовича — 4:1 (2:0).
18.06.
ВЧ т. Иванова — «Сталинец-1» — 10:1.
18.06.
«Торпедо» — «Сталинец-2» — 8:1.
18.06.
ВЧ т. Кравченко — «Н-ский завод» — 4:3.
«Пролетарская Победа» — «Буревестник» — 2:4.
24.06.
ВЧ т. Кравченко — ВЧ т. Иванова.
25.06. СЮП.
«Динамо-1» — «Локомотив» — 8:1 (5:0).
25.06
«Спартак» — «Н-ский завод» — 7:0.
25.06.
«Торпедо» — «Пищевик» — 5:1.
25.06.
«Динамо-2» — ВЧ т. Бурова — 3:1.
26.06.
ВЧ т. Иванова-2 — «Пролетарская Победа» — 5:1.
26.06.
«Строитель» — «Зенит» — 3:1 (доп.вр).
Н-ская часть — ВЧ т. Иванова — 2:7.
Н-ская часть: Протасов, Лысов, Дёмин, Щербаков, …
1/8 финала
«Крылья Советов» — «Локомотив» — 9:0.
«Динамо-2» — Н-ская часть — 3:1.
«Спартак» — ВЧ т. Иванова-2 — 6:1.
03.07. Стадион «Сталинец».
1/4 финала
«Спартак» — «Фрезер» — 7:0.
ВЧ т. Иванова — «Крылья Советов» — 3:2.
08.07. Малое поле «Динамо».
В/ч Иванова: Бычков, Никульцев, Мирошник, Малявкин, Л.Соловьёв, Коробко, Пискарёв, Проворнов, Яковлев, Балясов, Зиновьев.
«Динамо-1» — «Строитель» — 9:0 или 10:0.
«Динамо-2» — «Торпедо» — 2:2 (2:1, 0:1, 0:0, 0:0).
02.07. Малое поле «Динамо».
«Динамо-2»: Елисеев, Бехтенев, Качалин, Лапшин, Назаров, В.Смирнов, Ал-й Пономарёв, …
«Торпедо»: Разумовский, Ремин, Маслов, Морозов, Мошкаркин, Каричев, Митронов, Ал-р Пономарёв, Жарков, …
Голы: 1:0 Назаров (18), 1:1 Жарков, 2:1 Назаров (пенальти), 2:2 Ал-р Пономарёв (89).
Переигровка:
«Динамо-2» — «Торпедо» — 4:3 (2:2).
07.07. Стадион «Динамо».
«Динамо-2»: Антоневич, Ал-й Пономарёв, Елисеев, Смирнов, …
«Торпедо»: Каричев, Жарков, Ал-р Пономарёв, …
Голы: 0:1 Ал-р Пономарёв (3), 1:1 … (пенальти), 2:1 …, 2:2 Жарков (11), 2:3 …, 3:3 Елисеев, 4:3 Смирнов.
1/2 финала
«Динамо-1» — «Динамо-2» — 3:0 (0:0).
12.07. Стадион «Динамо» (или ст. «Сталинец»).
«Динамо-1»: Фокин, Палыска, Бехтенев, Семичастный, Соловьёв, Якушин, Ильин, …
«Динамо-2»: Медведев, Литвинов, Елисеев, Лапшин, Ал-й Пономарёв, Назиров, Петров, …
Голы: 1:0 Якушин (58), 2:0 Семичастный (70 или 71) 3:0 Семичастный.
«Спартак» — ВЧ т. Иванова — 4:1 (2:1).
12.07. Стадион «Сталинец». Судья: ?.Лопатинский (Москва).
«Спартак»: Акимов, Вас. Соколов, Вик. Соколов, Малинин, Морозов, В.Степанов, Смыслов, Глазков…
В/ч Иванова: …, Малявкин, Пискарёв, …
Голы: 1:0 В.Степанов или Глазков (01), 1:1 Пискарёв (21), 2:1 Глазков (33 или 35), 3:1 Глазков, 4:1 Смыслов.
Финал
«Спартак» — «Динамо-1» — 2:0 (1:0).
19.07. Стадион «Сталинец». 30000 зрителей.
Судья: Н.Павлов.
«Спартак»: Акимов, Вик. Соколов, Вас. Соколов, Тучков, Малинин, Б.Соколов, Смыслов, Глазков, А.Соколов, ?.Степанов, Морозов (Щагин).
«Динамо»: Фокин, Киселёв, Якушин, Соловьёв, Бесков, Семичастный, …
Голы: 1:0 Глазков (23) или Смыслов (24 или 25), 2:0 Морозов (50).

### Кубок сезона (матч победителей чемпионата и Кубка) Москвы 1942
«Спартак» — «Динамо-1» — 2:4 (0:0).
16.08. Стадион «Сталинец».
«Спартак»: Акимов, В.Степанов, Смыслов, Тучков, …
«Динамо»: Медведев, Радикорский, Станкевич, Бехтенев, Чернышёв, Блинков, Трофимов, Бесков, Карцев (Ал-й Пономарёв), Назаров, Ильин.
Голы: 0:1 К.Бесков (57), 0:2 К.Бесков (вскоре), 1:2 … (пенальти), 1:3 В.Трофимов, 1:4 Ал-й Пономарёв, 2:4 В.Степанов.

## 1943 год

### Чемпионат Москвы 1943
30 мая — 26 сентября.
В ряде газетных отчётов «Динамо-2» называется ВЧ т. Кутейникова или Н-ская часть. Главный тренер ЦДКА — Евгений Прокофьевич Никишин.
- 1 круг

1 тур
1. «Динамо-1» — «Спартак» — 3:0 (1:0).
30.05. Стадион «Сталинец».
«Динамо-1»: Медведев, Радикорский, Станкевич, Блинков, Чернышёв, Палыска, Трофимов, Бесков, Карцев (Латков), Н.Дементьев, О.Ильин.
«Спартак»: Леонтьев, Вик. Соколов, Сеглин, Малинин, Вас. Соколов, Б.Соколов, Смыслов, Глазков, Семёнов, ?.Степанов, Морозов.
Голы: 1:0 Карцев (17), 2:0 Карцев (46), 3:0 Н.Дементьев.
2. «Динамо-2» — «Зенит» — 3:0.
30.05.
3. ЦДКА — «Крылья Советов» — 3:0 (1:0).
30.05.
ЦДКА: Федотов, Щербаков, …
«Крылья Советов»: Ильичёв, Чернов, …
Голы: Федотов-2, …
4. «Торпедо» — «Локомотив» — 5:0 (3:0)
30.05. Стадион МВО.
Судья: Богданов.
«Торпедо»: … В.Жарков, Ал-р Пономарёв, …
Голы: … 4:0 В.Жарков, 5:0 Ал-р Пономарёв.
2 тур
5. ЦДКА — «Зенит» — 2:2 (2:1).
06.06.
Голы: … («Зенит» оба с пенальти).
6. «Спартак» — «Крылья Советов» — 3:2 (3:1).
06.06.
«Спартак»: Леонтьев, Вик. Соколов, Холодков, Малинин, Вас. Соколов, Тимаков, Смыслов, Глазков, ?.Степанов, Дёмин, Морозов.
«Крылья Советов»: Севидов, …
Голы: 1:0 Морозов, 2:0 Глазков, 3:0 Смыслов, 3:1 …, 3:2 А.Севидов.
7. «Динамо-1» — «Торпедо» — 1:0 (0:0).
06.06. Стадион МВО.
«Динамо-1»: Медведев, Якушин, С.Соловьёв, …
«Торпедо»: … Ал-р Пономарёв, …
Гол: 1:0 С.Соловьёв (50).
8. «Динамо-2» — «Локомотив» — 3:2.
06.06.
3 тур
9. «Зенит» — «Спартак» — 2:0 (0:0).
13.06. Москва. Стадион «Пищевик».
«Зенит»: …, А.Соколов, Чучелов, …
«Спартак»: Акимов, Вик. Соколов, Холодков, Малинин, Вас. Соколов, Тимаков, Смыслов, Глазков, ?.Степанов, Дёмин (Семёнов), Морозов.
Голы: 1:0 А.Соколов (начало тайма), 2:0 Б.Чучелов (+17').
10. «Крылья Советов» — «Торпедо» — 0:0.
13.06.
11. ЦДКА — «Динамо-2» — 2:0.
13.06.
12. «Динамо-1» — «Локомотив» — 5:4 (3:3).
13.06.
Голы: 0:1 …, 1:1 …, 1:2 …, …, 5:4 (пенальти).
4 тур
13. «Динамо-1» — «Крылья Советов» — 2:2 (1:0).
20.06. Малое поле «Динамо».
«Динамо-1»: Н.Дементьев…
Голы: 1:0 Н.Дементьев, 2:0 …, 2:1 …, 2:2 …
14. «Торпедо» — «Зенит» — 1:1 (0:0).
20.06.
«Торпедо»: … Ал-р Пономарёв, …
Голы: … 1:1 Ал-р Пономарёв (79).
15. «Спартак» — «Динамо-2» — 4:3 (2:1).
20.06. Москва. Стадион «Сталинец».
«Спартак»: Акимов, Вик. Соколов, Холодков, Малинин, Вас. Соколов, Б.Соколов, Смыслов, Глазков, ?.Степанов, Дёмин (Семёнов или Щагин), Морозов.
«Динамо-2»: …
Голы: Смыслов, …, 2:1 Семёнов, 2:2 …, 2:3 …, 3:3 Семёнов, 4:3 Б.Соколов.
16. ЦДКА — «Локомотив» — 2:0.
20.06.
ЦДКА: Николаев, …
Голы: 1:0 Николаев, 2:0 Николаев.
5 тур
17. ЦДКА — «Спартак» — 2:3 (0:3).
27.06. Москва. Стадион ЦДКА.
Судья: ?.Горшков (Москва).
ЦДКА: Карчевский, Федотов, …
Спартак": Акимов, Вик. Соколов, Холодков, Малинин, Вас. Соколов, Тимаков, Смыслов, Глазков, Семёнов, Дёмин, Морозов.
Голы: 0:1 Смыслов, 0:2 Семёнов, 0:3 Морозов (25), 1:3 ?.Карчевский (75), 2:3 Г.Федотов.
Протест ЦДКА на незасчитанный гол.
18. «Локомотив» — «Крылья Советов» — 1:5.
27.06.
19. «Зенит» — «Динамо-1» — 2:3 (1:1).
27.06. Стадион «Сталинец».
Судья: Н.Павлов.
«Зенит»: Иванов, Пшеничный, Яблочкин, Тучков, Рязанцев, Бодров, Левин-Коган, П.Дементьев, Смагин, А.Соколов, Корнилов (Чучелов).
«Динамо-1»: Медведев, Станкевич, Чернышёв, Радикорский, Бехтенев, Блинков, Семичастный, Карцев, Бесков, Н.Дементьев, Латков.
Голы: 0:1 Н.Дементьев (12), 1:1 Смагин (24 или 31), 1:2 Латков (51), 1:3 Латков (54), 1:4 А.Соколов.
20. «Торпедо» — «Динамо-2» — 4:2 (0:1).
27.06. Стадион «Сталинец».
«Торпедо»: Каричев, Жарков, …
«Динамо-2»: … (замена вpатаpя пpи счёте 3:1), Малявкин, …
Голы: 0:1 Малявкин, 1:1 Каричев (55), 2:1 Жарков, 3:1 Жарков (70), 4:1 Каричев, 4:2 Малявкин (81).
6 тур
21. «Динамо-2» — «Динамо-1» — 4:2 (2:2).
04.07.
«Динамо-2»: Бычков, Шевцов, Никульцев, Поставнин, Соловьёв, Зиновьев, Малявкин, Проворнов, Балясов, Яковлев, Пискарёв.
«Динамо-1»: Бехтенев, Бесков, Н.Дементьев, …
Голы: 1:0 Яковлев, 2:0 Балясов, 2:1 Бесков, 2:2 Н.Дементьев, 3:2 Балясов, 4:2 Пискарёв.
Удалён Бехтенев.
22. «Зенит» — «Крылья Советов» — 0:2 (0:0).
04.07. Мытищи.
«Крылья Советов»: Головкин, Енушков, Севидов, …
«Зенит»: …
Голы: 0:1 Енушков, 0:2 Севидов.
23. «Спартак» — «Локомотив» — 4:0.
Москва. Стадион «Пищевик». 04.07.
«Спартак»: Акимов, Вик. Соколов, Холодков, Малинин, Вас. Соколов, Б.Соколов, Смыслов, Оботов, Семёнов, Дёмин, Н.Морозов.
Голы: 1:0 Дёмин, 2:0 Семёнов, 3:0 Смыслов, 4:0 Н.Морозов.
24. «Торпедо» — ЦДКА — 0:1 (0:0).
04.07.
ЦДКА: …, Николаев, …
Гол: 0:1 Николаев (86).
7 тур
25. «Торпедо» — «Спартак» — 0:0.
11.07. Москва. Стадион «Сталинец».
26. «Динамо-2» — «Крылья Советов» — 3:0 (1:0).
11.07. Стадион МВО.
«Динамо-2»: …
«Крылья Советов»: …
Голы: 1:0 … (44), …
27. «Локомотив» — «Зенит» — 0:2 (0:0).
11.07.
«Зенит»: Чучелов, Соколов, …
Голы: Чучелов, Соколов.
28. ЦДКА — «Динамо-1» — 3:1 (2:0).
18.07. Стадион «Сталинец».
Судья: И.Широков.
«Динамо-1»: Кочетов, Радикорский, Станкевич, Блинков, Чернышёв, Ал-й Пономарёв, Трофимов, Якушин, С.Соловьёв, Дементьев, С.Ильин.
ЦДКА: Никаноров, Прохоров, Панаичев, Шлычков, Лясковский, Виноградов, Николаев, Федотов, Щербаков, Щербатенко.
Голы: 1:0 Николаев (20), 2:0 Федотов, 2:1 С.Соловьёв (60), 3:1 Федотов.
- 2 круг

8 тур
29. «Зенит» — «Динамо-2» — 3:1.
15.08.
30. «Торпедо» — «Локомотив» — 3:1.
15.08.
«Торпедо»: … Ал-р Пономарёв, …
Голы: … 2:0 Ал-р Пономарёв …
31. «Спартак» — «Динамо-1» — 0:2 (0:1)
22.08. Стадион «Сталинец».
Судья: Н.Павлов (Москва).
«Спартак»: Акимов, Вас. Соколов, Вик. Соколов, Холодков, Малинин, Тимаков, Смыслов, Климов, Семёнов, Дёмин, Н.Морозов.
«Динамо-1»: Кочетов, Радикорский, Чернышёв, Станкевич, Палыска, Бехтенев, Трофимов, Якушин, Бесков, Дементьев, Латков.
Голы: 0:1 К.Бесков, 0:2 Н.Палыска (58).
9 тур
32. «Крылья Советов» — «Спартак» — 2:5 (2:?).
29.08. Стадион МВО.
Голы: 1:0 …, 2:0 … (08), …, Глазков-3.
33. «Динамо-1» — «Торпедо» 1:0 (1:0).
29.08. Стадион «Динамо».
«Динамо-1»: Якушин, Трофимов, …
«Торпедо»: Разумовский, Ал-р Пономарёв, …
Гол: 1:0 Трофимов (25).
34. ЦДКА — «Зенит» — 0:0.
29.08. Стадион «Сталинец».
35. «Локомотив» — «Динамо-2» — 1:1.
29.08. Стадион «Пищевик».
10 тур
36. «Спартак» — «Зенит» — 2:1.
Москва. Стадион «Сталинец». 02.09.
37. ЦДКА — «Динамо-2» — 9:1.
38. «Динамо-1» — «Локомотив» — 4:0.
39. «Торпедо» — «Крылья Советов» — 1:0.
«Торпедо»: Ал-р Пономарёв, …
Гол: 1:0 Ал-р Пономарёв (пенальти).
11 тур
40. «Динамо-1» — «Крылья Советов» — 6:0 (1:0).
05.09.
41. «Зенит» — «Торпедо» — 3:1.
05.09. Стадион «Сталинец».
«Торпедо»: … Ал-р Пономарёв, …
Голы: … 3:1 Ал-р Пономарёв.
42. ЦДКА — «Локомотив» — 5:1 (1:0).
05.09. Стадион «Старт».
12 тур
43. «Спартак» — ЦДКА — 1:2 (1:2).
12.09. Москва. Стадион «Сталинец».
ЦДКА: Никаноров, Федотов, Гринин, …
Голы: 0:1 А.Гринин или Г.Федотов (01), 0:2 Г.Федотов (16), 1:2 … (вскоре).
44. «Динамо-1» — «Зенит» — 2:0.
«Динамо-1»: Н.Дементьев, …
«Зенит»: …
12.09. Стадион «Динамо».
Голы: 1:0 Н.Дементьев, 2:0 Н.Дементьев.
45. «Торпедо» — «Динамо-2» — 1:1.
12.09. Стадион МВО.
«Торпедо»: … Ал-р Пономарёв, …
Голы: 1:0 Ал-р Пономарёв …
46. «Крылья Советов» — «Локомотив» — 2:3.
12.09 (?).
13 тур
47. ЦДКА — «Торпедо» — 2:1.
15.09. Стадион ЦДКА.
«Торпедо»: … Ал-р Пономарёв, …
Голы: 0:1 Ал-р Пономарёв …
48. «Зенит» — «Крылья Советов» — 0:2.
16.09. Стадион МВО.
14 тур
49. «Спартак» — «Торпедо» — 0:5.
18.09. Москва. Стадион «Сталинец».
«Торпедо»: … Ал-р Пономарёв, …
Голы: … 0:5 Ал-р Пономарёв.
50. ЦДКА — «Крылья Советов» — 4:0.
19.09.
51. «Динамо-1» — «Динамо-2» — 0:3.
19.09.
52. «Локомотив» — «Зенит» — 3:6.
19.09.
Доигровки
53. «Крылья Советов» — «Динамо-2» — 2:1.
22.09.
54. «Локомотив» — «Спартак» — 1:2.
22.09.
55. «Динамо-2» — «Спартак» — 2:1.
Москва. Стадион «Сталинец». 26.09.
56. ЦДКА — «Динамо-1» 0:0.
26.09. Стадион «Динамо». 20000 зрителей.
«Динамо»: …, Якушин, Семичастный, …
ЦДКА: Никаноров, Базовой, Лясковский, Прохоров, Шлычков, Виноградов, Гринин, Щербаков, Федотов, Николаев, Шиловский.
Итоговая таблица
| №  | Клуб             | И  | В  | Н | П  | М     | О  |
| -- | ---------------- | -- | -- | - | -- | ----- | -- |
| 1. | ЦДКА             | 14 | 10 | 3 | 1  | 37-10 | 23 |
| 2. | «Динамо-1»       | 14 | 9  | 2 | 3  | 32-18 | 20 |
| 3. | «Спартак»        | 14 | 7  | 1 | 6  | 25-27 | 15 |
| 4. | «Торпедо»        | 14 | 5  | 4 | 5  | 22-13 | 14 |
| 5. | «Динамо-2»       | 14 | 6  | 2 | 6  | 28-31 | 14 |
| 6. | «Зенит»          | 14 | 5  | 3 | 6  | 22-22 | 13 |
| 7. | «Крылья Советов» | 14 | 4  | 2 | 8  | 19-32 | 10 |
| 8. | «Локомотив»      | 14 | 1  | 1 | 12 | 17-49 | 3  |

### Кубок Москвы 1943
1/16
…
1/8 финала
«Судостроитель» — «Локомотив» — 1:0.
ЦДКА — «Мясокомбинат» — 11:1.
«Спартак» — ВЧ т. Васильчикова — 1:2.
25.07. Стадион ЦДКА. 12000 зрителей.
«С»: Акимов, Соколовы, ?.Степанов, Гуляев, Морозов, …
«Торпедо» — «Крылья Советов» — 6:0.
25.07.
«Военфак» — «Динамо-2»…
«Зенит» — «Клуб глухонемых»…
«Динамо-1» — …
3-й райсовет «Динамо» — …
1/4 финала
«Динамо-1» — «Судостроитель»…
ЦДКА — 3-й райсовет «Динамо» — 4:0 или 5:3.
ВЧ т. Васильчикова — «Торпедо»…
29.08.
«Динамо-2» — «Зенит» — 2:0 (1:0).
01.08. Малое поле «Динамо».
 ! У «Динамо-1» три игры: общий счет 34:0.
1/2 финала
«Торпедо» — «Динамо-1» — 3:1 (0:0).
01.08. Стадион «Сталинец».
Судья: Васильев.
«Торпедо»: Разумовский, Ремин, Загрецкий, Мошкаркин, Морозов, Ильин, Петров, Кузин, Ал-р Пономарёв, Г.Жарков, В.Жарков (Каричев).
«Динамо-1»: Кочетов, Станкевич, Чернышёв, Радикорский, Блинков, Назаров, Латков, Н.Дементьев, Соловьёв, Якушин, Трофимов.
Голы: 1:0 Петров, 2:0 Каричев, 2:1 Якушин, 3:1 Станкевич (19, автогол).
ЦДКА — «Динамо-2» — 2:1 (0:1).
04.08. Стадион «Динамо».
ЦДКА: …, Шиловский, Федотов, Щербаков, …
«Динамо-2»: Бычков, Л.Соловьёв, Яковлев, Проворнов, Малявкин, …
Голы: 0:1 Малявкин (35), 1:1 Федотов (70), 2:1 Щербаков.
Финал
«Торпедо» — ЦДКА — 6:4 (2:3, 2:1, 0:0, 2:0).
08.08. Стадион «Сталинец».
Судья: Н.Латышев.
«Торпедо»: Разумовский, Ремин, Мошкаркин, Н.Морозов, Загрецкий, Н.Ильин, П.Петров, Кузин (Каричев), Ал-р Пономарёв, Г.Жарков (к), В.Жарков.
ЦДКА: Никаноров, Прохоров, Базовой, Тарасов, Лясковский, Виноградов, Щербаков, Николаев, Федотов (к), Щербатенко (Шиловский), Гринин.
Голы: 0:1 Федотов (1), 0:2 Федотов (2 или 3), 1:2 Ал-р Пономарёв (5), 1:3 Гринин (7 или 10), 2:3 Ал-р Пономарёв (23),3:3 Ал-р Пономарёв, 4:3 В.Жарков (75 или 77 или 80 или 83), 4:4 Виноградов (85 или 88), 5:4 Г.Жарков (107 или 109 или 110), 6:4 В.Жарков (111 или 112).

## 1944 год

### Чемпионат Москвы 1944
14 мая — 22 октября
Главный тренер ЦДКА — Борис Петрович Аркадьев.
- 1 круг

1. «Спартак» — ЦДКА — 3:1 (2:1).
14.05. Стадион «Сталинец». 18000 или 20000 зрителей.
Судья: Э.Саар.
«Спартак»: Леонтьев, Вас. Соколов, Вик. Соколов, Тучков, Гуляев, Малинин, Б.Семёнов, Б.Смыслов, Климов, А.Соколов, Глазков.
ЦДКА: Никаноров, Орехов, Шлычков, Дёмин, Гринин, Федотов, Пинаичев, Лясковский, Прохоров, …
Голы: 0:1Федотов (20 или 27), 1:1 А.Соколов (посл. минуты тайма), 2:1 Малинин (посл. минуты тайма), 3:1 А.Соколов (46).
Прохоров не доиграл из-за травмы.
2. «Торпедо» — «Крылья Советов» — 3:0 (2:0).
16.05. Стадион «Сталинец».
«Торпедо»: …, Г.Жарков, Яковлев, Петров, Проворнов, В.Жарков, Ал-р Пономарёв, …
«Крылья Советов»: Головкин, …
Голы: В.Жарков (32), Проворнов (44), Яковлев.
3. «Локомотив» — «Авиаучилище» — 0:1 (0:0).
19.05.
«Локомотив»: …
«Авиаучилище»: Цуцков, …
Гол: 1:0 Цуцков.
4. «Торпедо» — «Спартак» — 0:0.
21.05. Стадион «Сталинец». 20000 зрителей.
Судья: Э.Саар (Таллин).
«Торпедо»: … Ал-р Пономарёв, …
«Спартак»: Леонтьев, Вас. Соколов, Вик. Соколов, Тучков, Гуляев, Малинин, Б.Семёнов, Б.Смыслов, Климов, А.Соколов, Глазков.
5. ЦДКА — «Динамо-2» — 2:1 (2:0).
22.05. Стадион «Сталинец».
ЦДКА: …, Федотов, …
«Динамо-2»: …
Голы: Федотов, …
6. «Крылья Советов» — «Авиаучилище» — 3:1.
23.05. Стадион «Сталинец».
7. «Динамо-1» — «Локомотив» — 3:0 (3:0).
24.05. Малое поле «Динамо».
«Динамо-1»: …
«Локомотив»: …
Голы: …, 3:0 … (пенальти).
8. «Динамо-2» — «Динамо-1» — 2:2.
26.05. Малое поле «Динамо».
 ! У «Динамо-1» в прошедших матчах один мяч С.Соловьёв.
9. «Локомотив» — «Динамо-2» — 0:2.
28.05. Стадион «Сталинец».
10. ЦДКА — «Торпедо» — 1:1 (1:1).
28.05. Стадион «Сталинец». 30000 зрителей.
Судья: Н.Латышев (Москва).
ЦДКА: Никаноров, Федотов, Калинин, Николаев, Кочетков, …
«Торпедо»: Разумовский, Ал-р Пономарёв, Г.Жарков, Яковлев, …
Голы: 1:0 Федотов (30), 1:1 Ал-р Пономарёв (33, пенальти).
11. «Авиаучилище» — «Спартак» — 0:2 (0:1).
29.05. Стадион «Сталинец».
«Авиаучилище»: …
«Спартак»: Акимов, Сеглин, Вик. Соколов (Тимаков), Тучков, Гуляев, Малинин, Семёнов, Климов, Смыслов, А.Соколов, Глазков.
Голы: 0:1 Глазков, 0:2 Климов.
12. «Динамо-1» — «Крылья Советов» — 1:0.
30.05. Стадион «Сталинец».
«Динамо-1»: Медведев, Трофимов, Блинков, …
«Крылья Советов»: Архипов, Мазанов, Ратников, П.Дементьев, Балаба, …
Гол: 1:0 Блинков (25).
13. «Торпедо» — «Динамо-2» — 4:2 (2:1).
02.06. Стадион «Сталинец». 10000 зрителей.
Судья: И.Широков (Москва).
«Торпедо»: Петров, Г.Жарков, Проворнов, …
«Динамо-2»: Малявкин, …
Голы: 0:1 Малявкин (1), 1:1 Проворнов (2), 2:1 Г.Жарков (17), Петров-2, …
14. «Крылья Советов» — «Локомотив» — 0:1.
03.06. Стадион «Сталинец».
«Крылья Советов»: …
«Локомотив»: Гуляев, …
Гол: 0:1 Гуляев.
 ! Всего прошедшие матчи посетило 150000 зрителей.
15. «Спартак» — «Динамо-1» — 1:0 (0:0).
04.06. Стадион «Сталинец». 34000 зрителей.
Судья: Н.Латышев (Москва).
«Спартак»: Леонтьев, Вик. Соколов, Вас. Соколов, Рязанцев, Тучков, Малинин, Климов, Конов, Семёнов (Смыслов), А.Соколов, Глазков.
«Динамо-1»: Медведев, Семичастный, Л.Соловьёв, Бехтенев, Блинков, Назаров, Бесков, Карцев, С.Соловьёв, Ал-й Пономарёв, Трофимов.
Гол: 1:0 Климов (81).
16. ЦДКА — «Авиаучилище» — 1:1.
05.06.
ЦДКА: …, Щербаков, Федотов, …
«Авиаучилище»: Власенко, Стриганов, …
Голы: 1:0 Щербаков (81), 1:1 Стриганов (пенальти).
Не реализовал пенальти Федотов (вратарь).
17. «Крылья Советов» — «Динамо-2» — 0:1.
08.06. Стадион «Сталинец».
«Крылья Советов»: …
«Динамо-2»: Блинков, …
Гол: 1:0 Блинков.
18. «Спартак» — «Локомотив» — 4:1 (0:0).
09.06. Стадион «Сталинец».
«Спартак»: Акимов, Вик. Соколов, Тучков, Вас. Соколов, Малинин, Рязанцев, Климов, Конов, Смыслов, А.Соколов, Глазков.
«Локомотив»: …
Голы: Глазков-2, Конов, Климов, …
19. «Торпедо» — «Авиаучилище» — 2:0 (0:0).
10.06. Стадион «Сталинец».
«Торпедо»: … Ал-р Пономарёв …
Голы: 1:0 Ал-р Пономарёв (65), 2:0 Яковлев.
20. ЦДКА — «Динамо-1» — 4:4 (3:1).
11.06. Стадион «Сталинец». 85000 зрителей.
Судья: Э.Саар.
ЦДКА: Никаноров, Дёмин, Щербатенко, Николаев, Виноградов, …
«Динамо-1»: Медведев (Кочетов), Ильин (Ал-й Пономарёв), Палыска, Семичастный, Карцев, Трофимов, Дементьев, Якушин, С.Соловьёв, Бесков, …
Голы: 1:0 Щербатенко (9 или 12), 2:0 Николаев (18 или 19), 2:1 Ильин (34), 3:1 Николаев (35), 3:2 Бесков (59), 4:2 Виноградов (70), 4:3 С.Соловьёв (79), 4:4 Ал-й Пономарёв (81).
21. «Крылья Советов» — «Спартак» — 0:0.
14.06. Стадион «Сталинец».
«Крылья Советов»: В.Егоров, Котов, Давыдов, …
22. «Локомотив» — ЦДКА — 0:7.
15.06.
«Локомотив»: Маркус, …
ЦДКА: … Федотов, …
Голы: Федотов-2, …
23. «Авиаучилище» — «Динамо-2» — 0:1.
16.06. Стадион «Сталинец».
24. «Динамо-1» — «Торпедо» — 3:2 (2:2).
18.06. Стадион «Динамо». 35000 зрителей.
Судья: И.Широков.
«Динамо-1»: Кочетов, Палыска, Л.Соловьёв, Карцев, Бесков, …
«Торпедо»: Разумовский, Ал-р Пономарёв, Морозов, Н.Ильин, Г.Жарков, П.Петров, Проворнов, В.Жарков (Яковлев), …
Голы: 0:1 Г.Жарков (2), 0:2 П.Петров (15 или 19 или 21), 2:1 Карцев (29 или 30), 2:2 Карцев (45), 3:2 Бесков (50).
25. ЦДКА — «Крылья Советов» — 3:0 (1:0).
19.06. Стадион «Сталинец».
ЦДКА: …
«Крылья Советов»: …
Голы: Федотов-2, Гринин.
26. «Спартак» — «Динамо-2» — 2:3 (1:2).
21.06. Стадион «Динамо». 30000 зрителей.
Судья: Вельс.
«Спартак»: Леонтьев, Вик. Соколов, Вас. Соколов, Рязанцев, Семёнов, А.Соколов, …
«Динамо-2»: Шевцов, Антоневич, Никульцев, Малявкин, Вахлаков, Пискарёв, Балясов, …
Голы: 1:0 Семёнов (1 или 2), 1:1 Балясов (12 или 14), 1:2 Пискарёв (19 или 23), 1:3 Пискарёв (78 или 80), 2:3 А.Соколов (87).
«Спартак» подал протест на судейство.
27. «Торпедо» — «Локомотив» — 4:0 (1:0).
22.06. Стадион «Сталинец».
Судья: Н.Латышев (Москва).
«Торпедо»: Разумовский, Петров, Ал-р Пономарёв, Г.Жарков, …
«Локомотив»: …, Гуляев, …
Голы: 1:0 Петров (15), Ал-р Пономарёв, Г.Жарков-2.
Удалены Ал-р Пономарёв и Гуляев.
28. «Динамо-1» — «Авиаучилище» — 1:0 (1:0).
25.06.
Судья: Щелчков (Москва).
«Динамо-1»: Кочетов, Семичастный, Л.Соловьёв, С.Соловьёв, …
«Авиаучилище»: В.Леонов, …
Гол: 1:0 С.Соловьёв (9).
По данным «Вечерней Москвы»: всего матчи 1 круга посетило 310000 зрителей: «Спартак» 135000, «Динамо-1» 128000, «Торпедо» 108000, «Локомотив» 32000; забит 81 мяч: центрами нападения — 21, полусредними — 32, краями — 18, полузащитниками — 6, защитниками — 1; у «Локомотива» два автогола; снайперы: Г.Федотов (ЦДКА) — 8, П.Петров («Торпедо») — 4, Г.Жарков («Торпедо») — 4, по 3 мяча — свыше 12 нападающих; вратари пропуст или : у «Локомотива» Маркус — 14, Гранаткин — 4, Ходынский — 3, у «Спартака» Акимов — 1, Леонтьев — 4.
- 2 круг

29. «Спартак» — ЦДКА — 1:1 (0:0).
03.09. Стадион «Динамо». 50000 зрителей.
Судья: В.Щебров.
«Спартак»: Леонтьев, Вик. Соколов, Вас. Соколов, Малинин, Гуляев, Климов, Глазков, Конов, А.Соколов, Смыслов.
ЦДКА: Никаноров, Афанасьев, Лясковский, Прохоров, Щербаков (Базовой), Шлычко, Гринин, Николаев, Дёмин, Шиловский, Дьяченко.
Голы: 0:1 Лясковский (87), 1:1 Глазков (88 или 89 или 90, пенальті).
30. «Авиаучилище» — «Локомотив» — 0:1.
07.09. Стадион «Сталинец».
31. «Динамо-1» — «Динамо-2» — 3:0 (2:0).
08.09.
«Динамо-1»: …, С.Ильин, Бесков, Карцев, Чернышёв, С.Соловьёв, Трофимов, …
«Динамо-2»: …, Стеценко, …
Голы: 1:0 С.Соловьёв (15), 2:0 Трофимов (34), 3:0 С.Ильин (55).
32. «Авиаучилище» — «Крылья Советов» — 1:2.
10.09. Стадион МВО.
33. «Спартак» — «Торпедо» — 2:1 (0:1).
10.09. Стадион «Динамо». 40000 зрителей.
Судья: И.Широков.
«Спартак»: …, Смыслов, Малинин, …
«Торпедо»: …, Панфилов, Каричев, Загрецкий, Г.Жарков, …
Голы: 0:1 Г.Жарков (9 или 10), 1:1 Малинин (56 или 57), 2:1 Каричев (59 или 61, автогол).
34. ЦДКА — «Динамо-2» — 3:0 (1:0).
12.09.
ЦДКА: …, Гринин, Николаев, …
«Динамо-2»: …, Бычков, …
Голы: 1:0 …, 2:0 Гринин (57), 3:0 Николаев.
35. «Крылья Советов» — «Торпедо» — 2:3 (0:0).
13.09. Стадион «Сталинец».
«Крылья Советов»: …, П.Дементьев, Исаев, …
«Торпедо»: …, Панфилов, В.Жарков, Ремин, …
Голы: 0:1 В.Жарков (46), 1:1 Исаев (50), 2:1 П.Дементьев (51), 2:2 Ремин (73), 2:3 В.Жарков (76).
36. «Динамо-1» — «Локомотив» — 3:0 (1:0).
14.09.
«Динамо-1»: Карцев, С.Соловьёв, С.Ильин, …
«Локомотив»: Маркус, …
Голы: 1:0 Карцев (44), 2:0 С.Соловьёв, 3:0 С.Ильин.
37. «Авиаучилище» — «Спартак» — 0:0.
17.09. Стадион МВО.
38. «Торпедо» — ЦДКА — 2:1 (1:0).
17.09. Стадион «Динамо». св.20000 зрителей.
Судья: В.Щебров.
ЦДКА: Никаноров, Шиловский, Гринин, Николаев, Дёмин, …
«Торпедо»: Разумовский, Ильин, Проворнов, В.Жарков, …
Голы: 1:0 В.Жарков (34, с углового), 2:0 Проворнов (70 или 71), 2:1 Дёмин (77, пенальти).
39. «Динамо-1» — «Крылья Советов» — 0:1 (0:0).
19.09. Стадион «Динамо». 10000 зрителей.
Судья: Н.Латышев.
«Динамо-1»: Хомич, …
«Крылья Советов»: Алексеев, Мазанов, Котов, В.Егоров, Давыдов, П.Дементьев, …
Гол: 1:0 П.Дементьев (67).
40. «Динамо-2» — «Локомотив» — 2:0.
22.09. Стадион «Динамо».
41. «Динамо-1» — «Спартак» — 0:1 (0:0).
24.09. Стадион «Динамо».
Судья: И.Широков.
«Динамо-1»: Хомич, Якушин, Бехтенев, С.Ильин, Трофимов, Семичастный, С.Соловьёв, …
«Спартак»: Леонтьев, Смыслов, Рязанцев, А.Соколов, Тимаков, Малинин, Глазков, Вас. Соколов, …
Гол: 0:1 Глазков (67).
42. ЦДКА — «Авиаучилище» — 3:2 (1:1).
26.09. Стадион МВО.
ЦДКА: …, Гринин, Николаев, Дёмин, …
«Авиаучилище»: Власенко, Цуцков, …
Голы: 1:0 Гринин (20), 1:1 Цуцков, 1:2 Цуцков, 2:2 Николаев (80), 3:2 Дёмин (90).
43. «Локомотив» — «Крылья Советов» — 2:1 (0:1).
28.09. Стадион МВО.
«Локомотив»: …, Лысов, Михайлов, М.Степанов, …
«Крылья Советов»: …, Балаба, …
Голы: 0:1 Балаба, 1:1 Михайлов (65), 2:1 М.Степанов (73).
44. «Торпедо» — «Динамо-2» — 5:0 (2:0).
29.09. Стадион «Динамо».
«Торпедо»: …, Н.Ильин, Ремин, Мошкаркин, Г.Жарков, Морозов, Яковлев, Кузин, Панфилов, Петров, …
«Динамо-2»: …, Стеценко, …
Голы: 1:0 Яковлев (15), 2:0 Яковлев (23), 3:0 Кузин, 4:0 Панфилов, 5:0 Петров.
45. ЦДКА — «Динамо-1» — 3:1 (2:0).
01.10.
ЦДКА: …, Гринин, Николаев, Щербатенко, Федотов, Дёмин, …
«Динамо-1»: …, Блинков, Соловьёв, …
Голы: Федотов (5, 12 или 15, 63) — Блинков.
Федотов играл после долгого перерыва.
46. «Торпедо» — «Авиаучилище» — 5:0 (3:0).
03.10. Стадион «Сталинец».
Голы: П.Петров (?, ? пенальти, ?), Морозов, автогол.
47. «Локомотив» — «Спартак» — 2:1 (1:0).
05.10. Стадион «Сталинец».
Судья: В.Щебров.
«Локомотив»: Маркус, Петров, В.Гуляев, Киселёв, Серов, Лахонин, Лысов, ?.Степанов, Чайко, Самарин, Щагин.
«Спартак»: Леонтьев, Вас. Соколов, Малинин, Тучков, Н.Гуляев, Глазков, Рязанцев, Тимаков, Смыслов, Климов, А.Соколов.
Голы: 1:0 Тучков (3, в свои ворота), 2:0 Лысов (47 или 67), 2:1 А.Соколов (82).
48. «Торпедо» — «Динамо-1» — 3:0 (2:0).
08.10. Стадион «Динамо». 30000 зрителей.
Судья: Э.Саар.
«Торпедо»: Разумовский, Н.Ильин, Морозов, Ремин, Мошкаркин, Каричев, Панфилов, Яковлев, П.Петров, …
«Динамо-1»: …, Л.Соловьёв, Якушин, С.Ильин, Бесков, …
Голы: 1:0 Панфилов (14), 2:0 Яковлев, 3:0 П.Петров (82).
Не реализовал пенальти Л.Соловьёв (вpатаpь).
49. «Спартак» — «Крылья Советов» — 0:2 (0:1).
10.10. Стадион «Динамо».
«Крылья Советов»: …, Севидов, Исаев, Давыдов, …
Голы: 0:1 Севидов (07), 0:2 Давыдов (58).
50. «Авиаучилище» — «Динамо-2» — 2:2 (2:0).
12.10. Стадион «Динамо».
«Авиаучилище»: …, Власенко, Бобров, …
«Динамо-2»: …, Балясов, Пискарёв, …
Голы: 1:0 Бобров, 2:0 Бобров, 2:1 Балясов, 2:2 Пискарёв.
51. «Авиаучилище» — «Динамо-1» — 0:2 (0:1).
15.10. Стадион «Динамо».
«Авиаучилище»: …
«Динамо-1»: …, Якушин, С.Соловьёв, …
Голы: 0:1 Якушин, 0:2 С.Соловьёв.
52. ЦДКА — «Локомотив» — 3:1 (2:0).
15.10. Стадион «Динамо».
Голы: 1:0 Федотов (10), 2:0 Федотов (29), 3:0 Николаев, 3:1 …
53. «Крылья Советов» — «Динамо-2» — 2:1 (1:0).
16.10.
«Крылья Советов»: Ильячёв, Севидов, …
«Динамо-2»: …, Елисеев, …
Голы: 1:0 Ильячёв, 1:1 Елисеев, 2:1 Севидов.
54. «Локомотив» — «Торпедо» — 1:1 (1:0).
17.10. Стадион «Динамо».
«Локомотив»: …, Щагин, …
«Торпедо»: …, Петров (В.Жарков 75), …
Голы: 1:0 Щагин, 1:1 В.Жарков (78).
55. «Динамо-2» — «Спартак» — 1:1 (1:1).
19.10. Стадион «Динамо».
«Динамо-2»: …, Зиновьев, …
«Спартак»: …, Сеглин, Смыслов, Н.Гуляев, Климов, …
Голы: 1:0 Зиновьев (1), 1:1 …
56. ЦДКА — «Крылья Советов» — 4:0 (1:0).
22.10. Стадион «Динамо». 20000 зрителей.
ЦДКА: …, Шиловский, Николаев, Гринин, …
«Крылья Советов»: Головкин, …
Голы: 1:0 Шиловский, 2:0 Николаев, 3:0 Гринин, 4:0 Николаев.
Снайперы (по данным «Вечерней Москвы»):
| Снайпер                 | Голы |
| ----------------------- | ---- |
| Г.Федотов (ЦДКА)        | 13   |
| П.Петров («Торпедо»)    | 10   |
| В.Николаев (ЦДКА)       | 8    |
| С.Соловьёв («Динамо-1») | 6    |
| С.Ильин («Динамо-1»)    | 5    |
| Г.Глазков («Спартак»)   | 5    |
| Пискарёв («Динамо-2»)   | 5    |
| Г.Жарков («Торпедо»)    | 5    |
| В.Жарков («Торпедо»)    | 5    |
| А.Яковлев («Торпедо»)   | 5    |

Итоговая таблица
| №  | Клуб             | И  | В | Н | П  | М     | О  |
| -- | ---------------- | -- | - | - | -- | ----- | -- |
| 1. | «Торпедо»        | 14 | 9 | 3 | 2  | 36-12 | 21 |
| 2. | ЦДКА             | 14 | 8 | 4 | 2  | 37-17 | 20 |
| 3. | «Спартак»        | 14 | 6 | 5 | 3  | 18-12 | 17 |
| 4. | «Динамо-1»       | 14 | 7 | 2 | 5  | 23-17 | 16 |
| 5. | «Динамо-2»       | 14 | 5 | 3 | 6  | 18-26 | 13 |
| 6. | «Крылья Советов» | 14 | 5 | 1 | 8  | 13-21 | 11 |
| 7. | «Локомотив»      | 14 | 4 | 1 | 9  | 9-32  | 9  |
| 8. | «Авиаучилище»    | 14 | 1 | 3 | 10 | 8-25  | 5  |

### Кубок Москвы 1944
По данным «Вечерней Москвы», начало 9 августа, участвует 8 команд. По данным «Московской правды», участвовало около 30 команд. По данным «Труда», участвует 32 команды.
Финал
«Динамо-1» — «Торпедо» — 4:5 (1:2, 3:2, 0:1, 0:0).
15.09. Стадион «Динамо».
Судья: Хорев.
«Динамо-1»: Хомич, Якушин, Станкевич, Назаров, Смирнов, Серёгин, …
«Торпедо»: Виноградов, Павлов, Каричев, Новокрещенов, Евсеев, Ершов, Панфилов, Листиков, Митронов, Кузин, Ступаков.
Голы: 0:1 Ступаков, 0:2 Панфилов, 1:2 Серёгин, 1:3 Ступаков, …, 4:4 Ступаков (пенальти), 4:5 Панфилов (105).